# Постмодернізм
Постмодерні́зм (фр. postmodernisme — після модернізму) — світоглядно-мистецький напрям, що виник та існує за епохи постмодерну. Відлік його існування зазвичай ведеться від 1960-70 років, коли він виникає в США, Західній Європі та паралельно, латентним чином у Східній Європі. Передумовами появи постмодернізму стало розчарування в ідеалах модернізму: безповоротності прогресу, вирішенні наукою й технікою глобальних проблем людства, цілісності світу, існуванні загальнолюдських цінностей. Для постмодернізму характерні розмиття меж мистецьких жанрів і напрямів, усунення відокремленості масової культури від елітарної, автора від глядача (читача), проголошення відносності істини та цінностей, недовіра до авторитетів, деконструкція, гра та іронія.

## Історія терміна

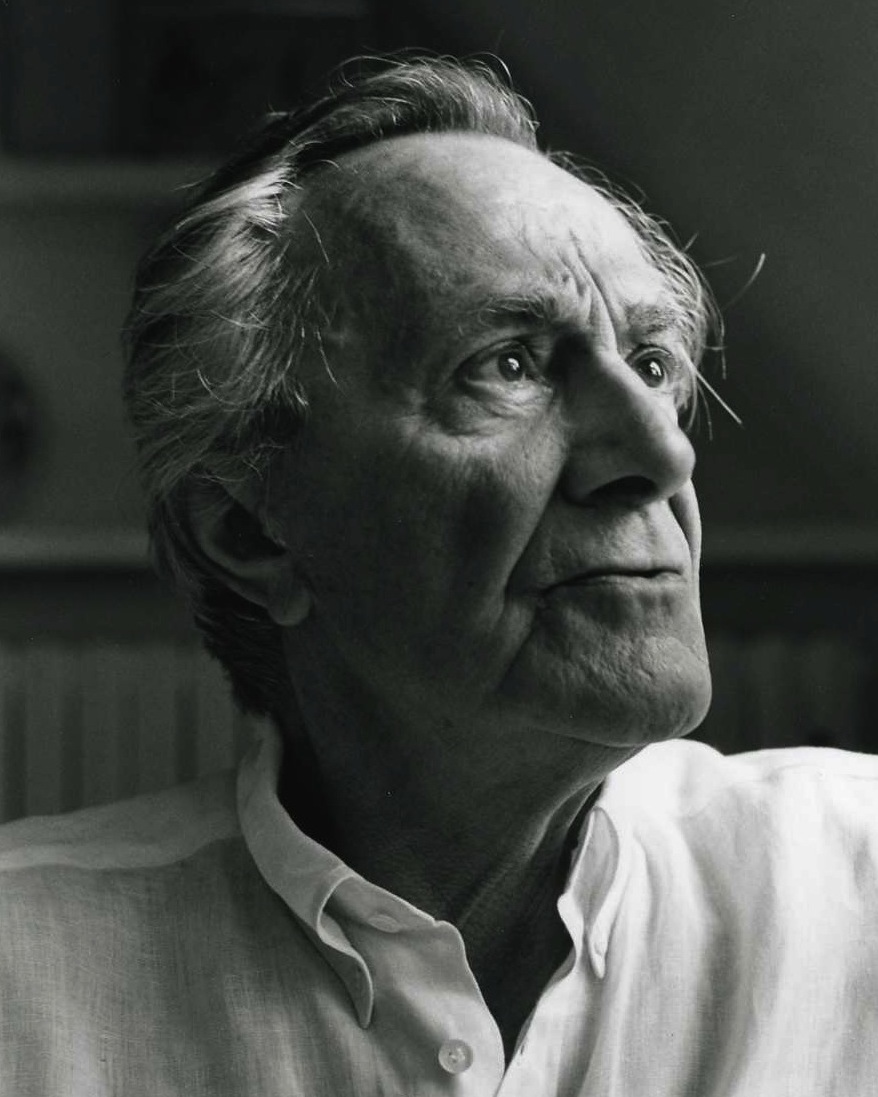
Жан-Франсуа Ліотар у 1995 році

Уперше термін «постмодернізм» згадується в роботі німецького філософа Рудольфа Панвіца «Криза європейської культури» (1917). Ідея про постмодернізм як різновид модернізму виникла в іспанського літературознавця Федеріко де Оніса в 1934 році. Він вживав термін «постмодернізм» на позначення періоду в розвитку літератури між модернізмом (1896—1905) та ультрамодернізмом (1914—1932). Але поширився він лише наприкінці 1960-х років спершу для означення стильових тенденцій в архітектурі, спрямованих проти безликої стандартизації, а невдовзі — у літературі, живописі та музиці.
В англійській мові розрізняється терміни «Postmodernism» (власне постмодернізм) — для означення постмодернізму, як історичної епохи, що прийшла на зміну епосі модернізму та «Postmodernity» (постмодерність) — який використовується для означення проявів постмодернізму у соціальній та культурній сферах. Подібне розрізнення термінів характерно також французькій мові (Postmodernisme та Postmodernité).
Як філософська категорія термін «постмодернізм» поширився завдяки філософам Жаку Дерріді, Жоржу Батаю, Мішелю Фуко і особливо книзі французького філософа Жана-Франсуа Ліотара «Стан постмодерну» (1979).

## Розвиток постмодернізму

Колаж «Вирізьблене кухонним ножем» (1919) Ханни Хьох

### Передумови виникнення
Постмодернізм виник як відображення світу третьої чверті XX століття, що після двох світових воєн і наступного переділу світу й стрімкого розвитку технологій бачився хаотичним, позбавленим загальних моральних, етичних і естетичних, світоглядних координат, який не вкладається в рамки правил і обмежень культури модернізму. Для післявоєнного світу було характерне відчуття «кінця історії», скептицизм щодо ідеологій, користі прогресу та раціональності, незворотності прогресу, здобутків модернізму взагалі.
В той же час риси, традиційно приписувані постмодернізму, проявлялися в культурі та філософії й раніше. За Нового часу зокрема Карл Маркс першим популяризував думку про відносність будь-якої істини в філософії, а також відносність світогляду, визначення історії не лише особистістю, якою б освіченою та моральною (чи навпаки) вона не була, а й економічними факторами. Фрідріх Ніцше справив значний вплив на становлення постмодерністського світогляду, стверджуючи про необхідність відмови від панування раціоналізму, відносність знання та моралі. Крім того він описав мислення та мову як засоби впорядкування світу, котрі в той же час спотворюють його в свідомості людини, що робить неможливим пізнання істини. Зигмунд Фрейд дав поштовх до майбутнього розвитку постмодернізму теорією про те, що людське життя та історія взагалі визначаються ірраціональними та несвідомими силами, тому освіта й досягнення науки і техніки не здатні привести людство до загального порядку і щастя. Також передумовами філософського постмодернізму вважаються ідеї Фердинана де Соссюра щодо мови як системи знаків, де означуване й означник пов'язані довільно. Людвіг Вітгенштайн стверджував, що завдання філософії полягає не в розкритті істини, а в аналізі логічної структури мови, з'ясуванні та встановленні правил мовної гри словами, виразами та їх значеннями. Мартін Хайдеггер відмовився від традиційних категорій філософії модерну (суб'єкт, об'єкт, пізнання, дух, матерія тощо), вважаючи, що істина — це не відповідність людських уявлень реальності, натомість істина тотожна самому буттю.
У мистецтві попередниками постмодернізму вважаються дадаїзм та сюрреалізм. Дадаїзм, як реакція на Першу світову війну, відображав абсурд світу, вдаючись до колажу, використання готових предметів, які лише дещо дороблялися митцем, іронії. Яскравим представником дадаїстів був Марсель Дюшан. Сюрреалізм же проголошував очищення мислення від логіки, парадоксальність, автоматизм творчості, коли автор лише виражає підсвідоме чи позалюдське. В цьому напрямі працювали, наприклад, Сальвадор Далі, Рене Магрітт, Макс Ернст. У літературі, постмодерні риси прослідковуються у Хорхе Луїса Борхеса, Алена Роб-Ґріє, Габрієля Гарсії Маркеса. Втім, витоки мистецького постмодернізму вбачаються головним чином у американській літературі 1950-х у таких письменників, як Джаспер Джонс, Джек Керуак, Аллен Гінзберг, Вільям Барроуз, Дональд Бартелмі, що «повстали» проти класичного літературного модернізму.

### Становлення

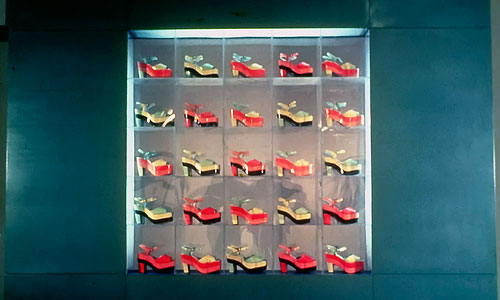
В поп-арті буденні предмети стають мистецькими творами. Інсталяція «Подвійна платформа» (1967) Даліли Пуцовіо

Як мистецький напрям загалом постмодернізм окреслився в 1960-і у спробі адаптувати європейський культурний спадок до американських реалій того часу. В 1970-і він проявився в плюралізмі та еклектизмі, злитті культур. Однією з основних рис постмодерністського мистецтва оформлюється використання готових форм, незалежно від їх походження. Предметом мистецтва стає будь-яка річ, котру досить дещо змінити чи помістити в незвичайне середовище. Ключовим для мистецтва постмодернізму є не вироблення, а поєднання вже існуючого, з чим пов'язана так звана смерть автора — зростання ролі глядача (читача), його участь у творенні мистецтва та встановленні його сенсу. Виникають такі напрями як поп-арт, що протиставляють модерній абстракції грубі матеріальні речі. В поп-арті, заснованому Енді Ворголом, буденні предмети втрачають своє початкове значення, стаючи мистецькими творами. Як реакція на нього в 1960-і виникає гіперреалізм, що якомога детальніше зображає штучні речі. В музиці з'являється сенсорний напрям, що використовує як музичні інструменти ужиткові предмети; пуанталізм, де основою музики слугує пауза; алеаторика, заснована на випадковому поєднанні частин композиції. Зароджується гепенінг — зрежисована вистава, що видається публіці за несподіванку і спонтанність. Відмова від ідеології проявлялася в саморуйнованому мистецтві, де акцент робиться на порожнечі, мовчанні. Концептуалізм об'єднував процеси творчості та дослідження твору, пропонуючи інтерпретувати позбавлені сенсу твори, складені з незвичайних поєднань речей, слів, або ж їх відсутність. Саме мистецтво 1960-70-х та пізніших років більшість арткритиків вирішили вважати «сучасним» («contemporary art» на противагу ширшому «modern art», що об'єднує модернізм, постмодернізм і метамодернізм), позбавивши цього статусу модерне мистецтво.

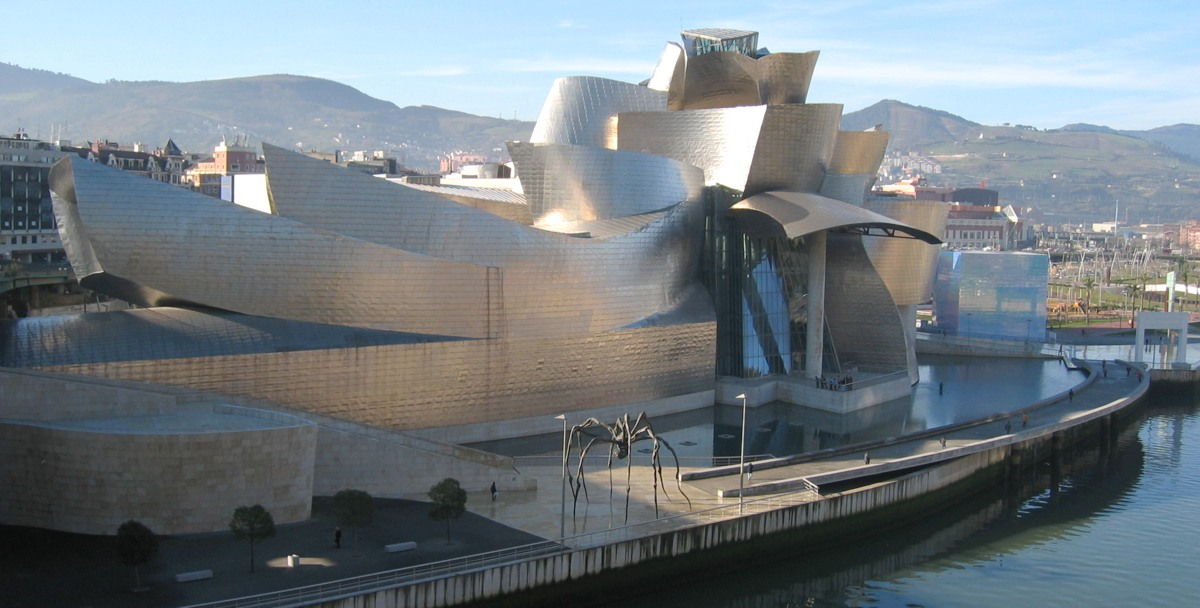
Музей Гуггенгайма в Більбао (1997) — приклад архітектури постмодернізму.

В архітектурі постмодернізм проявився з 1970-х як використання стилів минулих епох, удавання до декору з кладкою, облицюванням, розписами тощо. Відбулася відмова від прямих ліній та площин: вигнуті стіни й дахи, необов'язково лінійне розташування вікон, завершення силуету будівель декоративними елементами. Функціональні проблеми будівель відійшли на другий план, натомість запанував естетичний принцип.
Хоча розвиток постмодернізму пов'язують головним чином із США та Західною Європою, в СРСР та Східній Європі, зокрема Україні, впродовж у 1970-і склався власний постмодернізм як «неофіційне мистецтво», що протистояв ідеологічно-художнім канонам. Він оформився у соц-арт як пародію на офіційне радянське мистецтво. Разом з тим, наприклад у сфері архітектури, постмодерністскі риси набули цілком офіційного характеру, і стали застосовуватись у багатьох важливих проєктах репрезентативного характеру..

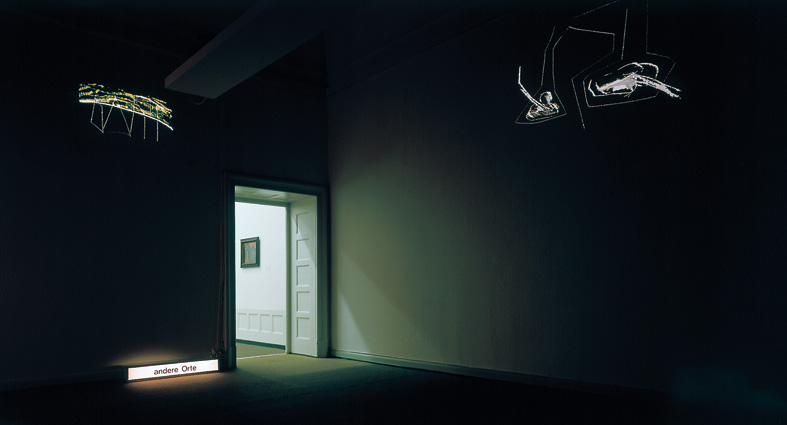
Виставка «Октогон II». «Інші місця» Ніколауса А. Несслера, Музей Вісбадена, 1990 рік.

Мішель Фуко здійснив значний вклад у розробку філософського постмодернізму (постструктуралізму) дослідженнями в області соціального конструювання знання. Його метод досліджень під назвою «археологія знання», розроблений у 1960-і, був примітний тим, що в ньому неважливий авторитет дослідника чи використання наукової аргументації, а свідомість і світ визнаються прихованими за дискурсивними практиками тієї чи іншої епохи. В ході «розкопок» належить розкривати походження і закони функціонування понять, а не брати їх як позначення чого-небудь вічного та універсального. Жак Дерріда розглядав усю культуру як сукупність текстів та писав про неможливість встановити для тексту будь-якої єдиний і усталений сенс, адже будь-який текст створюється на основі інших текстів. У культурі, згідно Дерріди, тексти мають самостійне існування, постійно творять одні одних. Стверджувати про авторство за таких умов безглуздо, як і будь-який «правильний» сенс творів. Жан Бодрійяр в 1970-80-і запропонував концепт гіперреальності, в якій живе людина доби постмодерну. Це реальність, утворена знаками речей, а не самими речами, що формує особливий тип відносин — обмін знаками, а не товарами й послугами для задоволення потреб. Гіперреальність більш виражена, відповідніша нормам і цінностям, аніж реальність. Сучасна людина, згідно Бодрійяра, живе серед симулякрів — знаків, котрі позначають те, що насправді не існує: в рекламі, мас-медіа, мистецтві, політиці. В той же час все, що викликає відчуття, постає реальним. Філософський постмодернізм виступив проти ієрархічної організації світу та логоцентризму і став пропагувати самоцінність будь-яких проявів культури та форм організації суспільного життя.
У літературі часом розквіту постмодернізму вважається період 1960-80-х років. Його популярності посприяли міркування філософів Ж. Дерріди, Ж. Батая, Ж.-Ф. Ліотара, М. Фуко. Творам постмодерністської літератури властиві повсякденна мова, уникання ствердження реальності описуваного, іронічний настрій та пародійність, часто чорний гумор, нелінійність і фрагментарність оповіді, подання подій з різних точок зору, посилання на інші твори, «заборонені» теми.
Серед перших виразно постмодерністських письменників — Вільям Барроуз, Томас Пінчон, Умберто Еко, Патрік Зюскінд, Джон Апдайк. До письменників-постмодерністів зрілого постмодернізму зараховують Джозефа Геллера, Філіпа Діка, Вільяма Гібсона, Курта Воннегута, Тома Вулфа, Харукі Муракамі, Володимира Набокова, Віктора Палевіна, Брета Елліса.
Принципи гри, симуляції, фрагментраності, зробили кінематограф яскравим виявом постмодернізму. Виражено постмодерністськими є фільми Джейн Кампіон, Карела Рейса, Серджо Леоне, Міхаеля Вінтерботтома, Федеріко Феліні, Девіда Лінча, Квентіна Тарантіно, а також до них зараховуються кіно Монті Пайтон, Пола Шредера, Рідлі Скотта, Стівена Содерберга, братів Коен та ін.
Інтернет і комп'ютеризація, що розвинулися з кінця 1980-х, також розглядаються як породження та вияв постмодернізму, можливо найбільш значні в усій сучасній культурі. Сам принцип покадрового відтворення зображень на екрані, вебсайти і сторінки, пов'язані гіперпосиланнями, можливість користувача впливати на зображуване роблять користування будь-яким ПК, смартфоном тощо постмодерністськими. Сучасні цифрові технології дозволяють зображувати чи симулювати не лише дещо віддалене від глядача, або недоступне йому, а й принципово неможливе, наприклад, у фільмах чи відеоіграх. Крім того, за панування Web 2.0 користувачі самі створюють наповнення Інтернету, обирають з-поміж неструктурованої інформації найбільш прийнятну для себе, тим самим уникаючи пошуків загальної істини, правди, цінностей, стираючи географічні та культурні кордони.
У 2010-і виникла думка, що суспільство почало втомлюватися від постмодерністської невизначеності та несерйозності, що постмодернізм не цілком виправдав сподівання. Як реакція на нього виникає метамодернізм, що полягає у «коливаннях» між протиставленими аспектами модернізму та постмодернізму та їх співіснування. В той же час не можна стверджувати про завершення постмодернізму, а лише про місцеві метамодерністські прояви.

## Риси постмодернізму
| Порівняльна таблиця рис модернізму-постмодернізму за Брайніним-Пассеком | Порівняльна таблиця рис модернізму-постмодернізму за Брайніним-Пассеком |
| Модернізм                                                               | Постмодернізм                                                           |
| ----------------------------------------------------------------------- | ----------------------------------------------------------------------- |
| Скандальність                                                           | Конформізм                                                              |
| Антиміщанський пафос                                                    | Відсутність пафосу                                                      |
| Емоційне заперечення попереднього                                       | Ділове заперечення попереднього                                         |
| Первинність як позиція                                                  | Вторинність як позиція                                                  |
| Оціночне у самоназві: «Ми — нове»                                       | Безоціночне в самоназві: «Ми — все»                                     |
| Декларована елітарність                                                 | Недекларована демократичність                                           |
| Переважання ідеального над матеріальним                                 | Комерційний успіх                                                       |
| Віра у високе мистецтво                                                 | Антиутопічність                                                         |
| Фактична культурна спадкоємність                                        | Відмова від попередньої культурної парадигми                            |
| Виразність межі мистецтво-немистецтво                                   | Все може називатися мистецтвом                                          |

Постмодернізм, хоча здебільшого протиставляється модернізму, також виступає його спадкоємцем. Почавшись із досить вузького кола митців і філософів, постмодернізм завоював культуру, оскільки нівелював відстань між масовим і елітарним споживачем. Якщо модернізм був націлений на обмежену аудиторію, здатну його сприйняти, в силу своєї новизни, то постмодернізм від початку вторинний, використовує існуюче до нього, тому доступний широкому загалу.
| Порівняльна таблиця рис модернізму-постмодернізму за Іхабом Хассаном | Порівняльна таблиця рис модернізму-постмодернізму за Іхабом Хассаном |
| Модернізм                                                            | Постмодернізм                                                        |
| -------------------------------------------------------------------- | -------------------------------------------------------------------- |
| Романтизм/символізм                                                  | Патафізика/дадаїзм                                                   |
| Форма (об'єднавча, закрита)                                          | Антиформа (роз'єднавча, відкрита)                                    |
| Досягнення мети                                                      | Гра                                                                  |
| Задум                                                                | Випадок                                                              |
| Ієрархія                                                             | Анархія                                                              |
| Майстерність/логос                                                   | Виснаження/мовчання                                                  |
| Предмет мистецтва, закінчений твір                                   | Процес мистецтва, перформанс, відбування                             |
| Дистанція                                                            | Участь                                                               |
| Створення/ з'єднання                                                 | Руйнування/деконструкція                                             |
| Синтез                                                               | Антитеза                                                             |
| Присутність                                                          | Відсутність                                                          |
| Центрування                                                          | Розкид                                                               |
| Жанр/межі                                                            | Текст/інтертекст                                                     |
| Семантика                                                            | Риторика                                                             |
| Парадигма                                                            | Синтагма                                                             |
| Підрядність                                                          | Сурядність                                                           |
| Метафора                                                             | Метаномія                                                            |
| Відбір                                                               | Комбінація                                                           |
| Корінь/глибина                                                       | Ризома/поверхня                                                      |
| Інтерпретація/прочитання                                             | Спротив інтерпретації/викривлене прочитання                          |
| Означуване                                                           | Означник                                                             |
| Читане                                                               | Писане                                                               |
| Наратив/велика історія                                               | Антинаратив/мала історія                                             |
| Базовий код                                                          | Ідіолект                                                             |
| Симптом                                                              | Бажання                                                              |
| Типове                                                               | Мутоване                                                             |
| Генітальне/фалічне                                                   | Поліморфне/андрогінне                                                |
| Параноя                                                              | Шизофренія                                                           |
| Походження/причина                                                   | Різниця-відмінність/слід                                             |
| Бог-Отець                                                            | Святий Дух                                                           |
| Метафізика                                                           | Іронія                                                               |
| Визначеність                                                         | Невизначеність                                                       |
| Трансцедентне                                                        | Іманентне                                                            |

Американський літературознавець та письменник Іхаб Хассан виділяв з головних характеристик постмодернізму:
1) Невизначеність, культ неясностей, помилок, пропусків;
2) Фрагментарність і принцип монтажу;
3) «Деканонізація», боротьба з традиційними ціннісними центрами;
4) «Все відбувається на поверхні», відсутність психологічних і символічних глибин;
5) «Ми залишаємося з грою мови, без Его»: мовчання, відмова від мімезису й образотворчого начала;
6) Позитивна іронія, що затверджує плюралістичний всесвіт;
7) Змішання жанрів, високого і низького, стильовий синкретизм;
8) Театральність, робота на публіку, обов'язкове врахування аудиторії;
9) Зрощення свідомості з засобами комунікації, здатність пристосовуватися до їхнього становлення та рефлектувати над ними.

## Постмодернізм в Україні

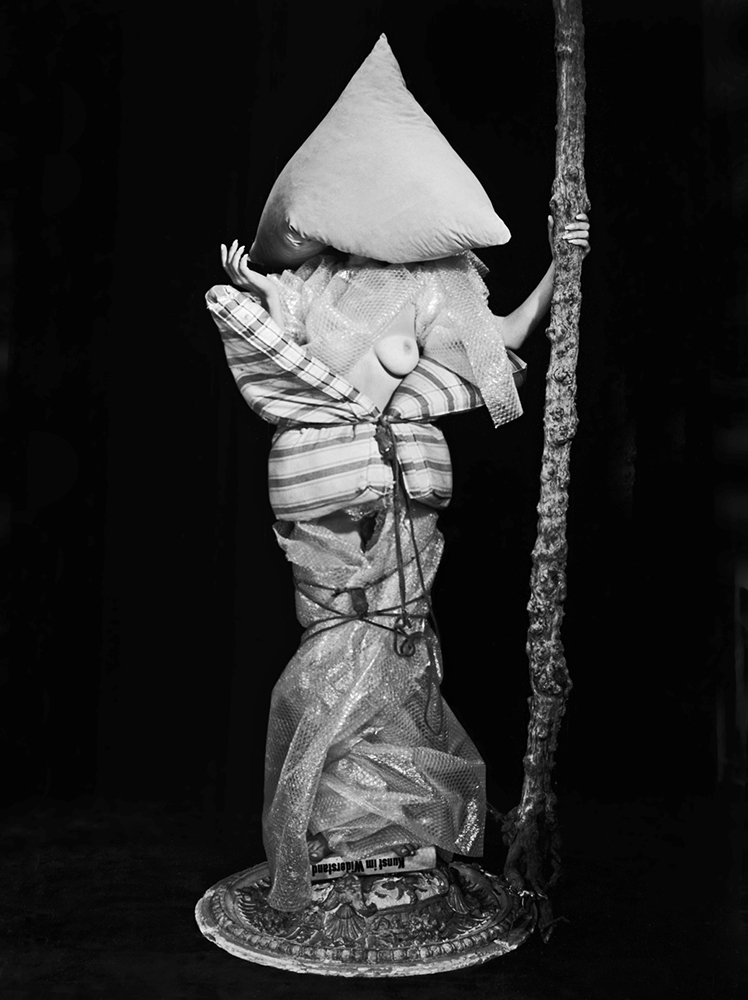
Василь Рябченко. «Naked Dream», фотографія, 1995

Постмодерністський етап в історії розвитку української культури почався в період «перебудови» і передусім стосується образотворчого мистецтва, що повернулося до зображення видимої реальності. Йому були притаманні поспішне руйнування традиційних течій і форм, домінування живопису.
Постмодернізм у сучасній українській літературі виявляється в творчості Юрія Андруховича, Юрія Іздрика, Любка Дереша, Олеся Ульяненка, Степана Процюка, В'ячеслава Медведя, Оксани Забужко, Владислава Кураша, Володимира Даниленка, та інших. Хоча доволі часто постмодерність творчості цих письменників викликає сумнів, і деякі літературознавці вважають недоречною ідентифікацію творів письменників доби Незалежності як постмодерністських, не вбачаючи в них наявності і художніх засобів, і настрою, притаманних постмодерністській літературі. Зокрема в своїй статті «Капітан Очевидність, або Про український постмодернізм» Вадим Мірошниченко пише: «Отже, в українській літературі постмодернізм у всіх його західних імплікаціях, розлогості відсутній. Для того, щоб це проілюструвати необхідно зробити два кроки: проаналізувати теоретичні підвалини постмодернізму і його зразки в літературних творах; зіставити західні тексти з тими, які в Україні „традиційно“ (sic!) зараховують до постмодернізму. Те, що за замовчуванням прийнято вважати українським літературним постмодернізмом, радше є його фантазмом, ми не маємо корпусу відповідних текстів, але утворився дискурс про те, що вони є». Водночас в українському літературознавстві творчість окремих авторів аналізується в контексті постмодернізму. Наприклад, дисертація Наталії Яблонської «Постмодерністський дискурс художньої прози Володимира Даниленка» .

## Критика
Постмодернізм виступає проти фіксацій ідеологічного та культурного характеру. Не в останню чергу через це філософи-постмодерністи зазнавали запеклих нападів. Соціолог Лотар Боссле в 1992 році дійшов висновку, що «в концепції постмодернізму всі тенденції були пов'язані між собою в їх протилежностях, в їх поверхневому квазіхарактері, в їх мілководді і безоднях».

### Критика з боку представників наукового реалізму
Науковий реалізм звинувачує представників постмодернізму у зловживанні інститутами науки для пропаганди політичних поглядів. У змістовному плані постмодерністські позиції критикувалися за схильність до ірраціоналізму, твердження, що будь-яка думка є суб'єктивною, а тому заперечення, що наукові теорії можуть претендувати на об'єктивний опис реальності. Рой Д'андрейд, один із засновників когнітивної антропології, засуджував постмодерністську тезу про неможливість об'єктивності: «Наука працює не тому, що вона дає неупереджені звіти, а тому, що її звіти достатньо об'єктивні, щоб їх було доведено чи спростовано, незалежно від того, що хтось хоче вважати правдою». Психолог Патрисія Грінфілд писала, що повна відсутність об'єктивності постмодернізму та його тенденція просувати політичний порядок денний робить його марним у будь-якому науковому дослідженні. Хоча постмодернізм відіграв корисну роль у викритті обмежень і зловживань наукою, він також посприяв широкій недовірі до науки.

### Критика методики
Британський письменник Раян Бішоп писав, що постмодернізм надмірно звеличує роль суб'єктивності та приділяє завелику увагу до унікальних аспектів культури. Антрополог Роберт Мак-Кінлі вказував, що постмодернізм робить акцент на західному індивідуалізмі та неохоче визнає альтернативи йому. За визначенням правознавиці Полін Розено, постмодернізм захоплюється маргінальним та ірраціональним, наголошує на інтертекстуальності, але часто розглядає текст ізольовано.
Відома так звана Сокалева справа, коли постмодерністський журнал «Соціальний текст» у 1996 році без рецензування прийняв до друку статтю, яка свідомо складалася лише з безглуздих тверджень. Стаття присвячена, як зазначено у анотації автора Алана Сокала, подальшому розвитку постмодерністських концепцій з урахуванням нових досягнень у «квантовій гравітації». Вона була запозичена лінгвістично з праць Бодріяра і виглядала як постмодерністська критика наукового реалізму з метою виглядати симпатичною для постмодерністської аудиторії. На думку Сокала, успіх цієї спроби показав низькі інтелектуальні стандарти і зловживання математично-науковими метафорами на постмодерністській гуманітарній та соціальній сцені.

### Критика за Фуко
Багато філософів епохи пізнього модерну, яких час від часу відносять до течії «постмодернізму», також критично висловлювалися з цього приводу. Мішель Фуко, наприклад, підкреслює «тенденцію до боротьби» в постмодернізмі, щоб «оголосити головним ворогом те, що щойно сталося, так, ніби це завжди було питанням звільнення від головної форми гноблення». На думку Фуко, постмодернізм не створив умов для збільшення свободи, а навпаки зумовив появу нових засобів контролю суспільства. Водночас Фуко сам вважається теоретиком постмодернізму, бо його творчість порушила загальноприйняте розуміння історії як хронології неминучих фактів.

## Питання кінця постмодернізму
Філософ Маркус Габріель та його колега Мауріціо Феррарі ще у 2011 році постулювали кінець постмодернізму з його нігілізмом, ірраціоналізмом, цинізмом та іронією: на зміну постмодерністському домінуванню прийде новий реалізм (nuovo realismo). Девід Фостер Воллес давно сформулював своє занепокоєння з приводу повсюдної іронії в американських ЗМІ, яку він вважає вираженням самобаналізації ораторів та неактуальності їхніх висловлювань, і закликає до нової щирості в літературі. Його роман «Нескінченний жарт» (1996; англ.: Infinite Fun, 2009) можна вважати прикладом подолання постмодерністської іронії, попри іронічний і лише частково реалістичний стиль книги; твори Джонатана Франзена також вважаються літературним внеском у нову серйозність.

## Інтернет-посилання
- Postmodernism (Art) [Архівовано 26 травня 2020 у Wayback Machine.] і Postmodernism (Philosophy) [Архівовано 23 липня 2019 у Wayback Machine.] в Encyclopædia Britannica
- Postmodernism: The Stanford Encyclopedia of Philosophy [Архівовано 27 вересня 2018 у Wayback Machine.]
- Михайло Собуцький. Постмодернізм або ж вихід із нього [Архівовано 1 червня 2007 у Wayback Machine.]
- Жан Франсуа Ліотар. Що є істина? [Архівовано 25 березня 2012 у Wayback Machine.]